# Albrecht Kossel
Albrecht Kossel, född 16 september 1853 i Rostock, död 5 juli 1927 i Heidelberg, var en tysk fysiolog. Han var bror till Hermann Kossel och far till Walter Kossel.

## Biografi
Kossel blev medicine doktor 1876, privatdocent i Strassburg 1881, e.o. professor i Berlin 1887 samt professor i fysiologi 1895 i Marburg och 1901 i Heidelberg. Han ägnade sin vetenskapliga verksamhet uteslutande åt den fysiologiska kemin och utförde inom densamma ett stort antal betydande undersökningar, främst om nukleiner och protaminer. De basiska klyvningsprodukternas undersökning fördes av honom längre än man hittills nått i fråga om de andra proteingrupperna. Den grupp som kallas histoner iakttogs och studerades först av honom 1884. Hans undersökningar är till allra största delen publicerade i den av honom från 1895 redigerade "Zeitschrift für physiologische Chemie".
År 1910 erhöll han Nobelpriset i fysiologi eller medicin för sin cellbiologiska forskning. Kossel valdes 1901 in som ledamot av Kungliga Vetenskapsakademien och Vetenskapssocieteten i Uppsala.